# Чемпіонат України з футболу серед аматорів 1996—1997
П'ятий чемпіонат України серед колективів фізкультури тривав з 14 вересня 1996 по 15 червня 1997 року. У ньому взяли участь 33 команди, які на першому етапі були розділені на 6 груп. Змагання у групах проводилися в чотири кола. Переможці груп здобули право виступу у фінальному турнірі.

## Груповий турнір

### Група 1
Підсумкове становище команд
| # | Команда             | 1       | 2       | 3       | 4       | І  | В | Н | П | М     | О  |
| - | ------------------- | ------- | ------- | ------- | ------- | -- | - | - | - | ----- | -- |
| 1 | «Нафтовик» (Долина) |         | 0:0,2:2 | 3:0,+:- | 1:0,1:0 | 12 | 7 | 4 | 1 | 16−4  | 25 |
| 2 | «Промінь» (Самбір)  | 1:0,0:2 |         | 0:1,+:- | 2:1,-:- | 12 | 5 | 3 | 4 | 11−12 | 18 |
| 3 | «Зоря» (Хоростків)  | 1:1,-:+ | 3:1,-:+ |         | 1:0,-:+ | 12 | 4 | 1 | 7 | 8−6   | 13 |
| 4 | «Медик» (Моршин)    | 0:0,0:6 | 1:3,2:2 | 1:2,+:- |         | 12 | 2 | 2 | 8 | 5−18  | 8  |
| - | «Беркут» (Бедевля)  | —       | —       | —       | —       | —  | — | — | — | —     | —  |

«Беркут» (Бедевля) відмовився від участі. «Зоря» (Хоростків) знялася із змагань після 2 кола.
Найкращий бомбардир: Анатолій Ревеняла («Промінь» Самбір) — 4.

### Група 2
Підсумкове становище команд
| # | Команда                           | 1       | 2       | 3       | 4       | І  | В  | Н | П  | М    | О  |
| - | --------------------------------- | ------- | ------- | ------- | ------- | -- | -- | - | -- | ---- | -- |
| 1 | «Цементник-Хорда» (Миколаїв)      |         | 1:0,4:1 | +:-,+:- | 3:0,+:- | 12 | 11 | 0 | 1  | 15−5 | 33 |
| 2 | «Ізотоп» (Кузнецовськ)            | 4:1,0:1 |         | 0:1,+:- | 2:0,+:- | 12 | 6  | 0 | 6  | 7−11 | 18 |
| 3 | «Динамо» (Маневичі) / ФК «Ковель» | 0:2,0:2 | 2:0,-:+ |         | +:-,+:- | 12 | 5  | 0 | 7  | 3−5  | 15 |
| 4 | «Берд» (Бердичів)                 | 0:1,-:+ | 1:0,-:+ | 1:0,-:+ |         | 12 | 2  | 0 | 10 | 2−6  | 6  |
| - | «Будівельник» (Житомир)           | —       | —       | —       | —       | —  | —  | — | —  | —    | —  |

«Будівельник» (Житомир) відмовився від участі. «Берд» (Бердичів) після другого кола знявся із змагань. «Динамо» (Маневичі) виступало в 3-4 колах замість ФК «Ковель», який грав у 1-2 колах. Результати ФК «Ковель» подано меншим шрифтом.
Найкращий бомбардир: Едуард Валенко («„Цементник-Хорда“» Миколаїв) — 5.

### Група 3
Підсумкове становище команд
| # | Команда                 | 1       | 2       | 3       | 4       | 5       | І  | В  | Н | П  | М     | О  |
| - | ----------------------- | ------- | ------- | ------- | ------- | ------- | -- | -- | - | -- | ----- | -- |
| 1 | «Електрон» (Ромни)      |         | 2:0,1:0 | 1:2,1:0 | 3:0,2:0 | 3:0,4:1 | 16 | 14 | 0 | 2  | 26−5  | 42 |
| 2 | «Слов'янець» (Конотоп)  | 0:1,2:0 |         | 1:1,1:1 | 3:0,3:0 | 1:0,+:- | 16 | 7  | 5 | 4  | 18−12 | 26 |
| 3 | «Динамо-3» (Київ)       | 0:2,0:2 | 2:2,0:2 |         | 1:2,4:1 | 2:0,2:0 | 16 | 6  | 4 | 6  | 22−18 | 22 |
| 4 | «Харчовик» (Попівка)    | 0:1,0:2 | 2:0,1:1 | 1:2,2:1 |         | 1:0,5:2 | 16 | 5  | 2 | 9  | 17−28 | 17 |
| 5 | «Нива» (Миронівка)      | 0:1,-:+ | 0:1,1:1 | 0:0,0:4 | 1:1,2:1 |         | 16 | 1  | 3 | 12 | 7−27  | 6  |
| - | «Будівельник» (Бровари) | —       | —       | —       | —       | —       | —  | —  | — | —  | —     | —  |

Команда «Будівельник» (Бровари) знялася з чемпіонату.
Перші два кола команда «Нива» (Миронівка) мала назву «Нива-Космос», а до 20 квітня — «Нива-Локомотив».
Найкращі бомбардири: Геннадій Стріляний («Електрон» Ромни), Олександр Голоколосов («Динамо-3» Київ) — по 7.

### Група 4
Підсумкове становище команд
| # | Команда                     | 1       | 2       | 3       | 4       | 5       | І  | В  | Н | П | М     | О  |
| - | --------------------------- | ------- | ------- | ------- | ------- | ------- | -- | -- | - | - | ----- | -- |
| 1 | «Південьсталь» (Єнакієве)   |         | 0:1,1:0 | 4:1,4:0 | 2:0,2:0 | 2:0,+:- | 16 | 10 | 2 | 4 | 24−8  | 32 |
| 2 | «Шахтар» (Красний Луч)      | 0:2,0:2 |         | 2:1,3:0 | 1:0,2:1 | 1:0,+:- | 16 | 8  | 0 | 8 | 14−17 | 24 |
| 3 | «Шахтар» (Торез)            | 1:0,0:0 | 2:0,4:0 |         | 4:0,0:1 | 1:1,2:0 | 16 | 6  | 3 | 7 | 21−21 | 21 |
| 4 | «Енергетик» (Комсомольське) | 3:2,0:0 | 1:2,+:- | 0:1,2:1 |         | 3:2,2:2 | 16 | 6  | 2 | 8 | 15−24 | 20 |
| 5 | «Кристал» (Пархомівка)      | 2:1,0:2 | 3:2,+:- | 3:2,1:1 | 2:0,1:2 |         | 16 | 5  | 3 | 8 | 17−21 | 18 |

Найкращі бомбардири: Валерій Жавора, Олександр Базиляк («Південьсталь» Єнакієве), Андрій Шурчилов («Шахтар» Торез), Геннадій Чаплик («Енергетик» Комсомольське), Юрій Зінченко («Кристал» Пархомівка) — по 5.

### Група 5
Підсумкове становище команд
| # | Команда                       | 1       | 2       | 3       | 4       | 5       | 6       | І  | В  | Н | П  | М     | О  |
| - | ----------------------------- | ------- | ------- | ------- | ------- | ------- | ------- | -- | -- | - | -- | ----- | -- |
| 1 | «Металург» (Комсомольське)    |         | 3:0,3:0 | 1:0,0:0 | 0:1,1:0 | 0:0,2:0 | +:-,+:- | 20 | 13 | 4 | 3  | 21−15 | 43 |
| 2 | «Аверс» (Бахмач)              | 2:0,1:2 |         | 3:2,+:- | 0:0,+:- | 2:0,+:- | 1:0,+:- | 20 | 13 | 4 | 3  | 21−15 | 43 |
| 3 | «Локомотив» (Знам'янка)       | 0:2,2:0 | 0:0,1:1 |         | 0:0,1:0 | 1:0,6:3 | 1:0,+:- | 20 | 10 | 4 | 6  | 22−16 | 34 |
| 4 | «Сілур-Динамо» (Харцизьк)     | 0:0,2:3 | 2:2,1:3 | 0:1,1:4 |         | 1:0,2:0 | 3:3,+:- | 20 | 6  | 6 | 8  | 16−21 | 24 |
| 5 | «Локомотив» (Дніпропетровськ) | 1:1,1:2 | 1:2,0:2 | 2:0,3:1 | 1:1,1:0 |         | 3:1,+:- | 20 | 6  | 4 | 10 | 18−26 | 22 |
| 6 | «Сотел» (Кіровоград)          | -:+,-:+ | 0:2,-:+ | 0:1,-:+ | 1:2,-:+ | 2:2,-:+ |         | 20 | 0  | 2 | 18 | 7−15  | 2  |
| — | «Блискавка» (Бердянськ)       | —       | —       | —       | —       | —       | —       | —  | —  | — | —  | —     | —  |

Команда «Блискавка» (Бердянськ) відмовилася від участі у змаганнях. Команда «Сотел» після 2 кола знялася з розіграшу.
Перші два кола команда «Сілур-Динамо» (Харцизьк) називалася «Сілур-Трубник», команда «Локомотив» (Дніпропетровськ) — «Енергія-Локомотив».
Матч за 1-ше місце: «Металург» (Комсомольське) — «Аверс» (Бахмач) 3:2 (м. Кременчук).
Найкращі бомбардири: Геннадій Вілігурін («Металург» Комсомольське), Віктор Кузюра («Аверс» Бахмач) — по 7.

### Група 6
Підсумкове становище команд
| # | Команда                       | 1       | 2       | 3       | І | В | Н | П | М   | О  |
| - | ----------------------------- | ------- | ------- | ------- | - | - | - | - | --- | -- |
| 1 | «Чорноморець» (Севастополь)   |         | 1:0,+:- | +:-,+:- | 8 | 7 | 1 | 0 | 5−2 | 22 |
| 2 | «Обрій» (Нікополь)            | 2:2,-:+ |         | 1:0,-:- | 8 | 2 | 1 | 5 | 5−3 | 7  |
| 3 | СК «Миколаїв-2»               | 0:2,-:+ | 0:2,-:- |         | 8 | 0 | 0 | 8 | 0−5 | 0  |
| - | «Таврія-Металург» (Приморськ) | —       | —       | —       | — | — | — | — | —   | —  |
| - | «Кривбас-Руда» (Кривий Ріг)   | —       | —       | —       | — | — | — | — | —   | —  |

Команда «Кривбас-Руда» (Кривий Ріг) відмовилася від участі у змаганнях. Команда «Таврія-Металург» (Приморськ) знялася із змагань після другого туру.
Матчі 3 і 4 кола не проведено у зв'язку з тим, що команди «Обрій» (Нікополь) і СК «Миколаїв-2» знялися із змагань.
Найкращий бомбардир: Андрій Кузнецов («Чорноморець» Севастополь) — 3.

## Фінальний турнір
Ромни (11-15 червня 1997 року)

### Група А
| # | Команда                    | 1   | 2   | 3   | І | В | Н | П | М   | О |
| - | -------------------------- | --- | --- | --- | - | - | - | - | --- | - |
| 1 | «Електрон» (Ромни)         |     |     | 2:0 | 2 | 2 | 0 | 0 | 5−1 | 6 |
| 2 | «Нафтовик» (Долина)        | 1:3 |     |     | 2 | 1 | 0 | 1 | 2−3 | 3 |
| 3 | «Металург» (Комсомольське) |     | 0:1 |     | 2 | 0 | 0 | 2 | 0−3 | 0 |

### Група Б
| # | Команда                      | 1   | 2   | 3   | І | В | Н | П | М   | О |
| - | ---------------------------- | --- | --- | --- | - | - | - | - | --- | - |
| 1 | «Цементник-Хорда» (Миколаїв) |     |     | 1:0 | 2 | 2 | 0 | 0 | 4−2 | 6 |
| 2 | «Чорноморець» (Севастополь)  | 2:3 |     |     | 2 | 1 | 0 | 1 | 3−3 | 3 |
| 3 | «Південьсталь» (Єнакієве)    |     | 0:1 |     | 2 | 0 | 0 | 2 | 0−2 | 0 |

### Стикові ігри
Матч за 5-6 місця: «Південьсталь» — «Металург» — 1:2
Матч за 3-4 місця: «Чорноморець» — «Нафтовик» — 1:3
Матч за 1-2 місця: «Електрон» — «Цементник-Хорда» — 2:1

### Підсумкове становище
1. «Електрон» (Ромни)
2. «„Цементник-Хорда“» (Миколаїв)
3. «Нафтовик» (Долина)
4. «Чорноморець» (Севастополь)
5. «Металург» (Комсомольське)
6. «Південьсталь» (Єнакієве)

## Підсумки
Другу лігу з наступного сезону поповнили учасники фінального турніру чемпіонату України серед аматорів: «Електрон» (Ромни), «Нафтовик» (Долина), «Металург» (Комсомольське), «Цементник-Хорда» (Миколаїв), «Чорноморець» (Севастополь), «Південьсталь» (Єнакієве), а також команди: «Слов'янець» (Конотоп), «Динамо-3» (Київ), «Аверс» (Бахмач), «Беркут» (Бедевля), «Карпати-2» (Львів), «Фортуна» (Шаргород), «СКА-Лотто» (Одеса), «Дніпро-2» (Дніпропетровськ), «Зірка-2» (Кіровоград), «Гірник» (Павлоград), «Ворскла-2» (Полтава), «Металург-2» (Донецьк).